# Krośniewice-Kolonia
Krośniewice-Kolonia – północna część miasta Krośniewice, rozpościerająca się w okolicach ulicy Toruńskiej. Do 1939 samodzielna miejscowość.

## Historia
Dawna kolonia podmiejska. W latach 1867–1954 w gminie Błonie w powiecie kutnowskim. W Królestwie Polskim przynależała do guberni warszawskiej, a w okresie międzywojennym do woj. warszawskiego. Tam, 20 października 1933 utworzyła gromadę o nazwie Krośniewice granicach gminy Błonie, składającą się z samej kolonii podmiejskiej Krośniewice. 27 marca 1939 gromadę Krośniewice (a także część sąsiedniej wsi Kajew) włączono do miasta Krośniewice.